# Chlorothraupis olivacea
Tangará-de-lunetas-amarelas ou sanhaço-de-lunetas (Chlorothraupis olivacea) é uma espécie de ave da família Thraupidae.
Pode ser encontrada nos seguintes países: Colômbia, Equador e Panamá.
Os seus habitats naturais são: florestas subtropicais ou tropicais húmidas de baixa altitude, regiões subtropicais ou tropicais húmidas de alta altitude e florestas secundárias altamente degradadas.